# Deportivo Cementos Novella
El Cementos Novella fue un equipo de fútbol de Guatemala que alguna vez jugó en la Primera División de Guatemala, la liga de fútbol más importante del país.

## Historia
Fue fundado en el año 1953 en la capital Ciudad de Guatemala y su nombre era por el patrocinador del club, la empresa Cementos Novella, dedicada al cemento.
Sus mejores años fueron entre mediados de la década de los años 1960s e inicios de los años 1970s, en donde estuvo en la máxima categoría, en la cual disputó 132 partidos y anotando 220 goles, incluyendo buenas temporadas en las que el club estuvo peleando por los primeros puestos de la liga hasta que en la temporada de 1973 la empresa Cementos Novella retiró su patrocinio y el club al final desapareció.
El club participó en la desaparecida Copa Fraternidad Centroamericana en dos ocasiones, obteniendo su mejor participación en la edición de 1972.

## Palmarés
- Segunda División de Guatemala: 1

1968/69

## Jugadores

### Jugadores destacados
- Selvin Pennant
- Carlos Monterroso
- Jorge Hurtarte
- Bobby Tally
- Tomás Gamboa
- Haroldo Cordón
- Daniel Salamanca
- Horacio Hasse
- Eduardo de León
- Francisco "Chisco" Mendoza
- Carlos Alfonso Marinelli[4]